# Pronleroy
Pronleroy est une commune française située dans le département de l'Oise, en région Hauts-de-France. Ses habitants sont appelés les Prompeloniens et les Prompeloniennes.

## Géographie

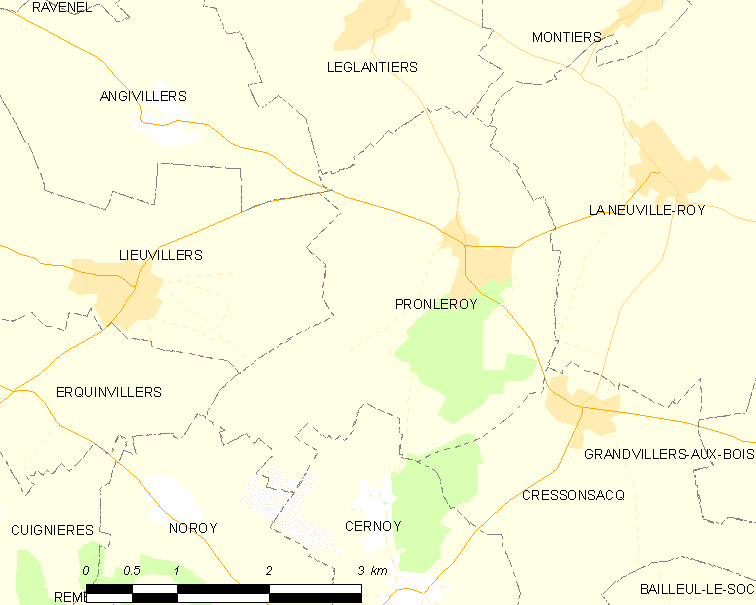
Communes limitrophes de Pronleroy.

Pronleroy est une commune située à 70 km au nord de Paris, 34 km à l'est de Beauvais, 21 km à l'ouest de Compiègne et à 51 km au sud d'Amiens.
| Angivillers         | Léglantiers |                 |
| Lieuvillers         | Pronleroy   | La Neuville-Roy |
| Erquinvillers Noroy | Cernoy      | Cressonsacq     |

### Topographie et géologie
Pronleroy forme un territoire d'étendue généralement plane situé sur le plateau Picard.
Culminant à 130 mètres au sud-ouest, il est entaillé de quelques vallées sèches à pente douce formant les seuls éléments de reliefs. La vallée Vivevot puis le fond des Nœuds forment avec le fond de la Payelle la vallée des Nœuds au nord de la commune, où se situe le point le plus bas à 76 mètres d'altitude.
Le village se trouve entre 90 et 120 mètres au-dessus du niveau de la mer tandis que le bois de Pronleroy culmine à 121 mètres.
La commune se trouve en zone de sismicité 1, c'est-à-dire faiblement exposée aux risques de tremblement de terre.

### Hydrographie
La commune est située dans le bassin Seine-Normandie. Elle n'est drainée par aucun cours d'eau,.
Les vallées sèches de ruissellements sont orientées vers le bassin versant de l'Aronde et sont situées au-dessus de nappes phréatiques sous-affleurantes
Deux étangs ont été creusés dans le bois de Pronleroy.
Un château d'eau et une station de pompage des eaux y ont été construits et sont gérés par le syndicat intercommunal d'adduction en eau potable de Pronleroy-Cressonsacq-Grandvillers-aux-Bois-Rouvillers

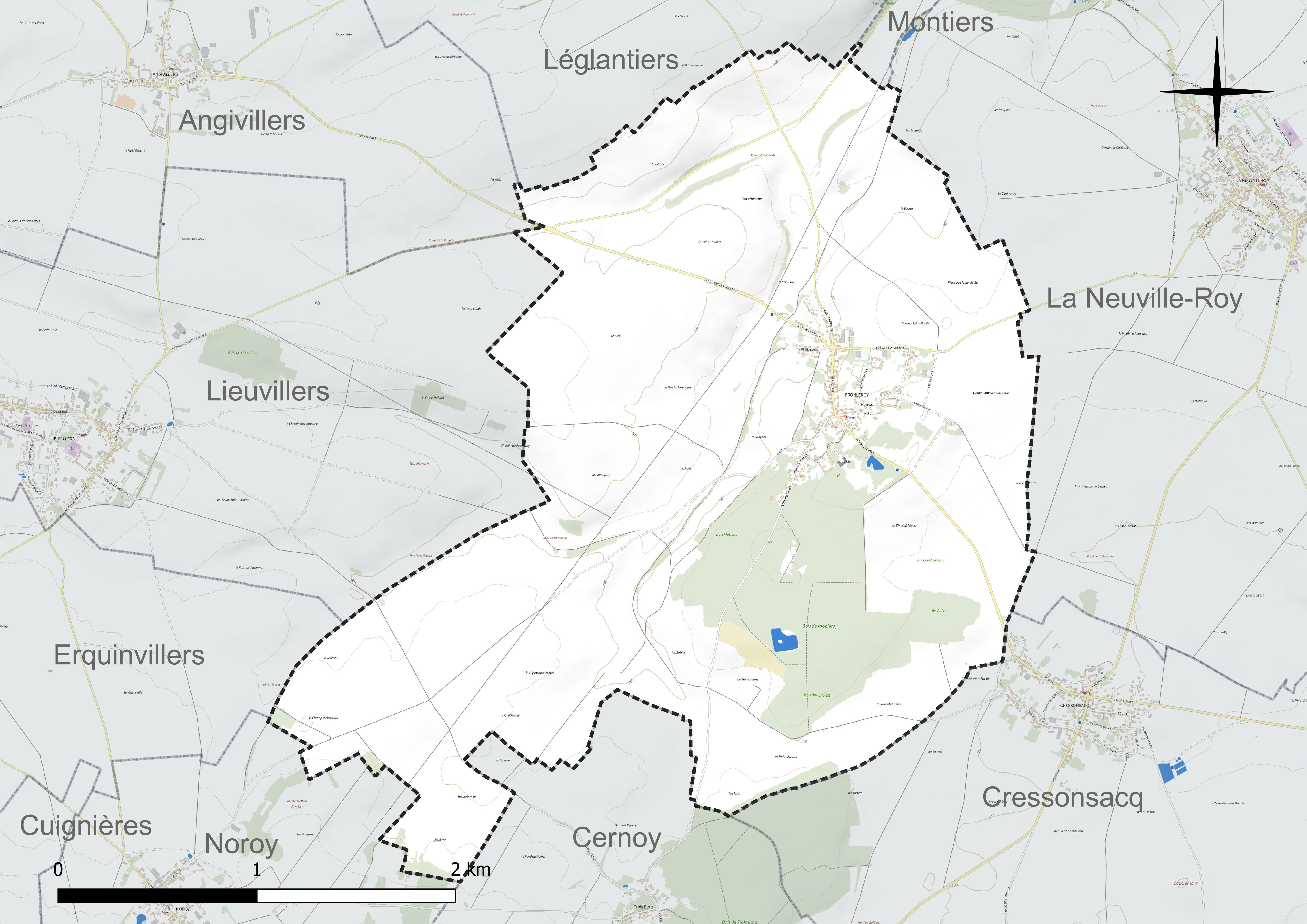
Réseau hydrographique de Pronleroy.

### Climat
Pour des articles plus généraux, voir Climat des Hauts-de-France et Climat de l'Oise.
En 2010, le climat de la commune est de type climat océanique dégradé des plaines du Centre et du Nord, selon une étude du CNRS s'appuyant sur une série de données couvrant la période 1971-2000. En 2020, Météo-France publie une typologie des climats de la France métropolitaine dans laquelle la commune est exposée à un climat océanique et est dans la région climatique  Nord-est du bassin Parisien, caractérisée par un ensoleillement médiocre, une pluviométrie moyenne régulièrement répartie au cours de l'année et un hiver froid (3 °C). 
Pour la période 1971-2000, la température annuelle moyenne est de 10,4 °C, avec une amplitude thermique annuelle de 14,6 °C. Le cumul annuel moyen de précipitations est de 673 mm, avec 10,9 jours de précipitations en janvier et 8 jours en juillet. Pour la période 1991-2020, la température moyenne annuelle observée sur la station météorologique la plus proche, située sur la commune de Godenvillers à 13 km à vol d'oiseau, est de 11,1 °C et le cumul annuel moyen de précipitations est de 701,9 mm,. Pour l'avenir, les paramètres climatiques de la commune estimés pour 2050 selon différents scénarios d'émission de gaz à effet de serre sont consultables sur un site dédié publié par Météo-France en novembre 2022.

### Milieux naturels
Hormis les espaces bâtis couvrant 24 hectares soit 3 % de la surface communale, le territoire comprend 82 % d'espaces cultivés sur 737 hectares ainsi que 14 hectares de vergers et de prairies. Les surfaces boisées, correspondant au bois de Pronleroy et aux divers bosquets disséminés sur le territoire s'étendent sur 124 hectares soit 14 % du terroir,. Ce dernier constitue une zone naturelle d'intérêt écologique, faunistique et floristique de type 1.

## Urbanisme

### Typologie
Au 1er janvier 2024, Pronleroy est catégorisée commune rurale à habitat dispersé, selon la nouvelle grille communale de densité à sept niveaux définie par l'Insee en 2022.
Elle est située hors unité urbaine. Par ailleurs la commune fait partie de l'aire d'attraction de Paris, dont elle est une commune de la couronne,. 

### Occupation des sols
L'occupation des sols de la commune, telle qu'elle ressort de la base de données européenne d'occupation biophysique des sols Corine Land Cover (CLC), est marquée par l'importance des territoires agricoles (82,6 % en 2018), en diminution par rapport à 1990 (87,1 %). La répartition détaillée en 2018 est la suivante : 
terres arables (82 %), forêts (12,9 %), zones urbanisées (4,5 %), zones agricoles hétérogènes (0,6 %). L'évolution de l'occupation des sols de la commune et de ses infrastructures peut être observée sur les différentes représentations cartographiques du territoire : la carte de Cassini (XVIIIe siècle), la carte d'état-major (1820-1866) et les cartes ou photos aériennes de l'IGN pour la période actuelle (1950 à aujourd'hui).

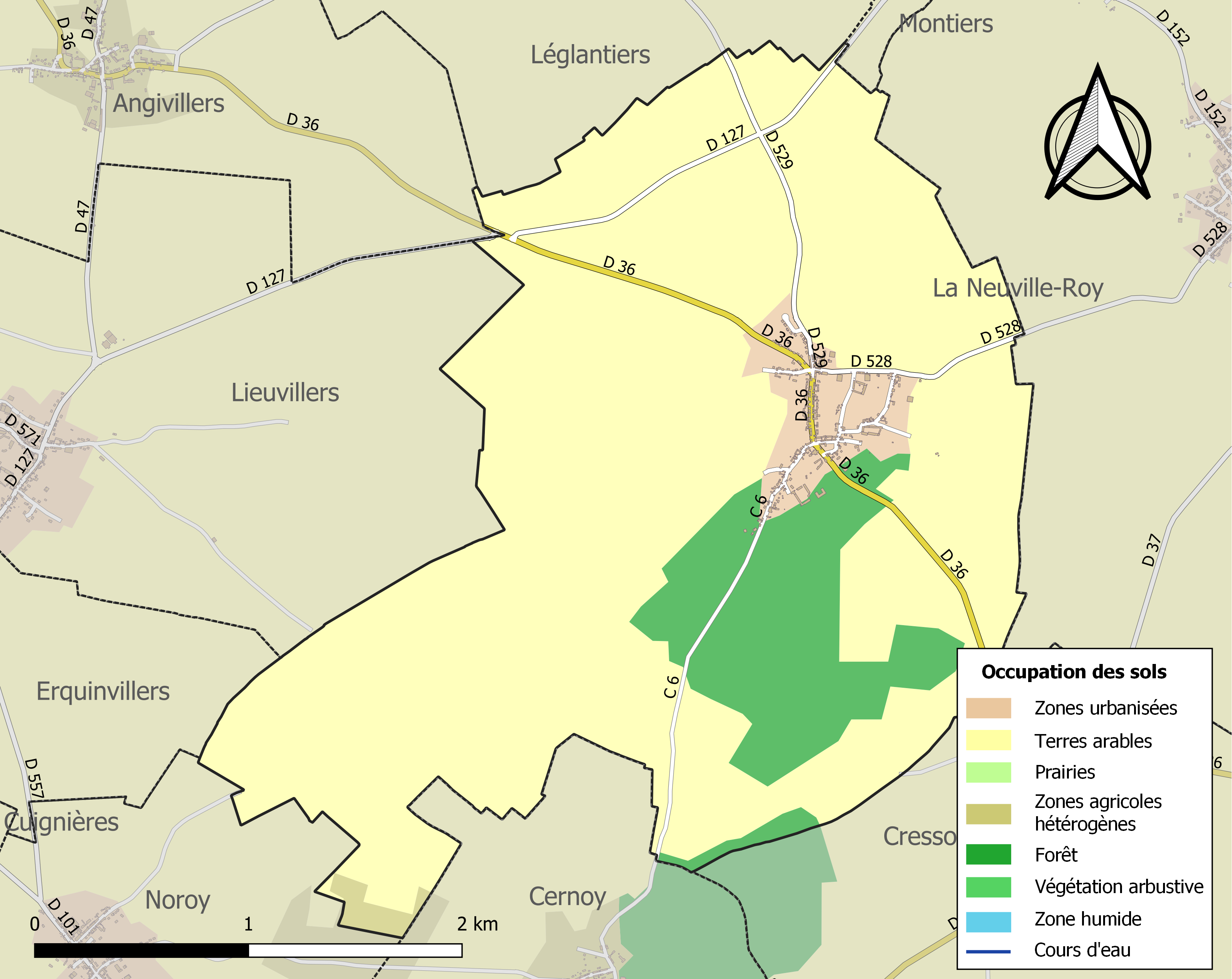
Carte des infrastructures et de l'occupation des sols de la commune en 2018 (CLC).

### Hameaux et lieux-dits
La totalité de l'espace bâti se situe dans le village.

### Voies de communications et transports
La commune est traversée par quatre routes départementales : la RD 36, la RD 127, la RD 528 et la RD 529. La route départementale 36, de  Jaux à Saint-Just-en-Chaussée est le principal axe de circulation permettant d'accéder à l'agglomération de Compiègne, la plus proche. Elle traverse le territoire d'est en ouest par la rue des Fontaines, la Grande Rue et la rue Charles-Follet. La route départementale 127, reliant Fitz-James à Montiers traverse le nord de la commune par la vallée des Nœuds. Deux route départementales se détachent de la D 36 dans le village : la RD 528 vers La Neuville-Roy et la RD 529 vers Léglantiers. Une route communale se dirige également vers Trois-Étots puis Cernoy.
Les gares SNCF les plus proches sont celles d'Estrées-Saint-Denis à 8 km au sud-est sur la ligne d'Amiens à Compiègne et de Saint-Just-en-Chaussée à 9 kilomètres au nord-ouest sur la ligne Paris-Nord - Lille.
La commune est desservie, en 2023, par les lignes 662, 683, 6304, 6341 et 6342 du réseau interurbain de l'Oise. La commune fait partie du réseau TADAM, service de transport collectif à la demande, mis en place à titre expérimental par la communauté de communes du Plateau Picard. Elle est reliée à l'un des 8 points de destination situés à Saint-Just-en-Chaussée, Maignelay-Montigny, La Neuville-Roy et Tricot au départ des 98 points d'origine du territoire. Une navette de regroupement pédagogique intercommunal (ligne 6842) a été mise en place avec les communes voisines de Léglantiers et de Montiers.
L'aéroport de Beauvais-Tillé se trouve à 32 km à l'ouest et l'aéroport de Paris-Charles-de-Gaulle se situe à 52 km au sud. Il n'existe pas de liaisons par transports en commun entre la commune et ces aéroports.

## Toponymie
Le nom de la localité est attesté sous les formes Proneredum (vers 1048) ; Pruneredum (1180) ; la ville de Pronleroi (1180) ; Prunereium (vers 1200) ; de prunereio (vers 1200) ; Prunerium (1207).

Lieu de pruniers, de pruneliers ou soit des épines noires.
Durant la Révolution française, la commune porte le nom de Pron-l'Oise.
Ses habitants sont appelés les Prompeloniens.

## Histoire

### Moyen-Âge
la Grande Jacquerie de 1358 éclate aux environs de Pronleroy, certains auteurs anciens, notamment Siméon Luce, font débuter la révolte paysanne dans la commune.

### Première Guerre mondiale
Lors de la bataille du Matz, le général Mangin, à la tête du Groupement Mangin, établit son quartier général à Pronleroy. Sa contre-attaque met fin à l'offensive allemande.

### Seconde Guerre mondiale
Durant la bataille de France, le commandant Maurice Arnoux est abattu au dessus du ciel de Pronleroy par des chasseurs allemands Messerschmitt Bf 109, le 6 juin 1940.

## Politique et administration

### Rattachements administratifs et électoraux
La commune se trouve  dans l'arrondissement de Clermont du département de l'Oise. Pour l'élection des députés, elle fait partie depuis 1988 de la première circonscription de l'Oise.
Elle faisait partie depuis  1803 du canton de Saint-Just-en-Chaussée. Dans le cadre du redécoupage cantonal de 2014 en France, la commune est désormais rattachée au canton d'Estrées-Saint-Denis.

### Intercommunalité
La commune est membre de la communauté de communes du Plateau Picard, créée fin 1999.

### Liste des maires
| Période                                  | Période                     | Identité        | Étiquette | Qualité                        |
| ---------------------------------------- | --------------------------- | --------------- | --------- | ------------------------------ |
| Les données manquantes sont à compléter. |                             |                 |           |                                |
| mars 2001                                | mars 2008                   | Geneviève Valat | DVD       |                                |
| mars 2008                                | mars 2009                   | Louis Bricout   |           | Démissionnaire                 |
| 16 mars 2009                             | En cours (au 11 avril 2018) | Bruno Rabussier |           | Réélu pour le mandat 2014-2020 |

## Population et société

### Démographie

#### Évolution démographique
L'évolution du nombre d'habitants est connue à travers les recensements de la population effectués dans la commune depuis 1793. Pour les communes de moins de 10 000 habitants, une enquête de recensement portant sur toute la population est réalisée tous les cinq ans, les populations de référence des années intermédiaires étant quant à elles estimées par interpolation ou extrapolation. Pour la commune, le premier recensement exhaustif entrant dans le cadre du nouveau dispositif a été réalisé en 2005.

En 2022, la commune comptait 370 habitants, en évolution de −4,15 % par rapport à 2016 (Oise : +0,87 %, France hors Mayotte : +2,11 %).
| 1793 | 1800 | 1806 | 1821 | 1831 | 1836 | 1841 | 1846 | 1851 |
| ---- | ---- | ---- | ---- | ---- | ---- | ---- | ---- | ---- |
| 475  | 445  | 456  | 458  | 487  | 460  | 416  | 412  | 420  |

| 1856 | 1861 | 1866 | 1872 | 1876 | 1881 | 1886 | 1891 | 1896 |
| ---- | ---- | ---- | ---- | ---- | ---- | ---- | ---- | ---- |
| 400  | 412  | 414  | 365  | 373  | 314  | 303  | 314  | 332  |

| 1901 | 1906 | 1911 | 1921 | 1926 | 1931 | 1936 | 1946 | 1954 |
| ---- | ---- | ---- | ---- | ---- | ---- | ---- | ---- | ---- |
| 307  | 295  | 305  | 311  | 295  | 310  | 301  | 272  | 246  |

| 1962 | 1968 | 1975 | 1982 | 1990 | 1999 | 2005 | 2006 | 2010 |
| ---- | ---- | ---- | ---- | ---- | ---- | ---- | ---- | ---- |
| 232  | 225  | 202  | 227  | 302  | 382  | 411  | 411  | 398  |

| 2015 | 2020 | 2022 | - | - | - | - | - | - |
| ---- | ---- | ---- | - | - | - | - | - | - |
| 388  | 374  | 370  | - | - | - | - | - | - |

#### Pyramide des âges
La population de la commune est relativement jeune.
En 2018, le taux de personnes d'un âge inférieur à 30 ans s'élève à 33,9 %, soit en dessous de la moyenne départementale (37,3 %). À l'inverse, le taux de personnes d'âge supérieur à 60 ans est de 19,8 % la même année, alors qu'il est de 22,8 % au niveau départemental.
En 2018, la commune comptait 193 hommes pour 186 femmes, soit un taux de 50,92 % d'hommes, largement supérieur au taux départemental (48,89 %).
Les pyramides des âges de la commune et du département s'établissent comme suit.
| Hommes | Classe d’âge | Femmes |
| ------ | ------------ | ------ |
| 0,5    | 90 ou +      | 0,0    |
| 3,7    | 75-89 ans    | 6,0    |
| 13,7   | 60-74 ans    | 15,8   |
| 28,4   | 45-59 ans    | 25,0   |
| 18,9   | 30-44 ans    | 20,1   |
| 16,8   | 15-29 ans    | 15,2   |
| 17,9   | 0-14 ans     | 17,9   |

| Hommes | Classe d’âge | Femmes |
| ------ | ------------ | ------ |
| 0,5    | 90 ou +      | 1,4    |
| 5,5    | 75-89 ans    | 7,6    |
| 15,6   | 60-74 ans    | 16,3   |
| 20,8   | 45-59 ans    | 20     |
| 19,4   | 30-44 ans    | 19,4   |
| 17,6   | 15-29 ans    | 16,2   |
| 20,6   | 0-14 ans     | 19,1   |

### Enseignement
Les enfants de la commune sont scolarisés au sein d'un regroupement pédagogique intercommunal (RPI), qui regroupe La Neuville-Roy, Léglantiers, Pronleroy, Wacquemoulin et Montiers et est géré par le syndicat scolaire « Les Hirondelles », et qui, en 2018, accueille 270 écoliers scolarisés dans onze classes de double niveau réparties dans quatre écoles. Soixante enfants sont accueillis dans deux structures périscolaires, à La Neuville- Roy et Léglantiers.
Le syndicat scolaire a décidé de réaliser une école unique pour les 5 villages, constituant donc un regroupement pédagogique concentré (RPC) à La Neuville-Roy comprenant notamment 12 salles de classe, deux salles de repos, des locaux administratifs, ainsi que des espaces mutualisés comme la bibliothèque, une salle périscolaire, une salle de motricité. La cantine est prévue pour accueillir 50 couverts dans deux salles et jusqu'à 200 convives en deux services.
Ce projet, envisagé dès 2006, voit le début de la construction en octobre 2018 pour une livraison escomptée fin 2019.
Le coût du projet conçu par Christophe Giraud et Christophe Fournier, du cabinet ADD d'Ons-en-Bray, est évalué à 5,2 millions d'euros, financé par une subvention départementale de 1,78 M€, l'État (1,1 million d'euros), le conseil régional (675 767 €) et la CAF de l'Oise (90 000 €),.

## Culture locale et patrimoine

### Lieux et monuments
Pronleroy compte deux monuments inscrits ou classés à l'inventaire des monuments historiques :
- Église Saint-Fiacre (XVIe siècle) : construite au XIIe siècle, elle reconstruite au XVIe au elle se trouve à côté du clocher restant de l'ancienne église. Elle fut inscrite monument historique en 1949[41].
- Château du XVIIIe siècle, construit vers 1750 : la grille, l'avenue, les communs, le pigeonnier et le château sont inscrits monument historique depuis 1949[42].

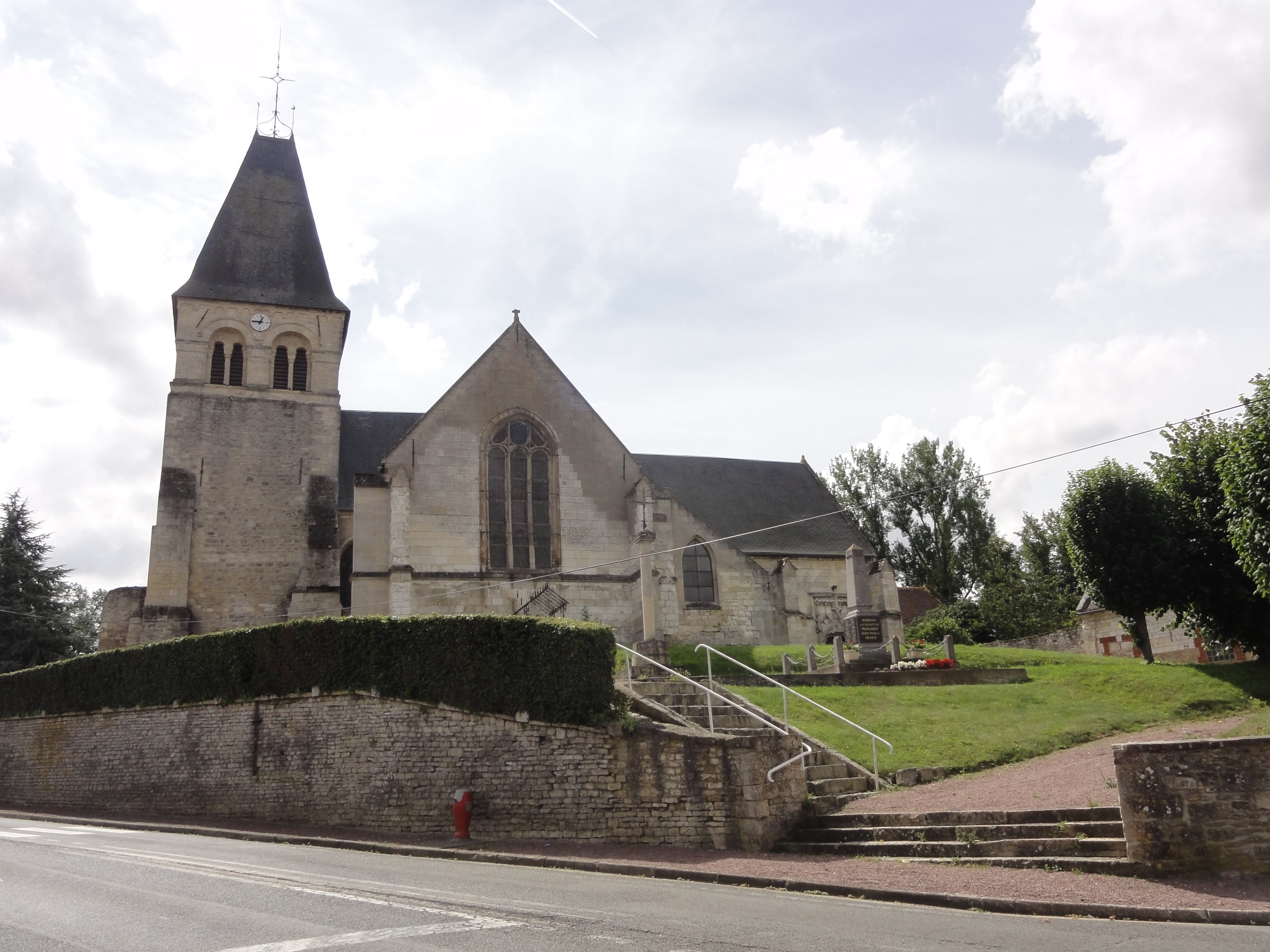
L'église paroissiale.
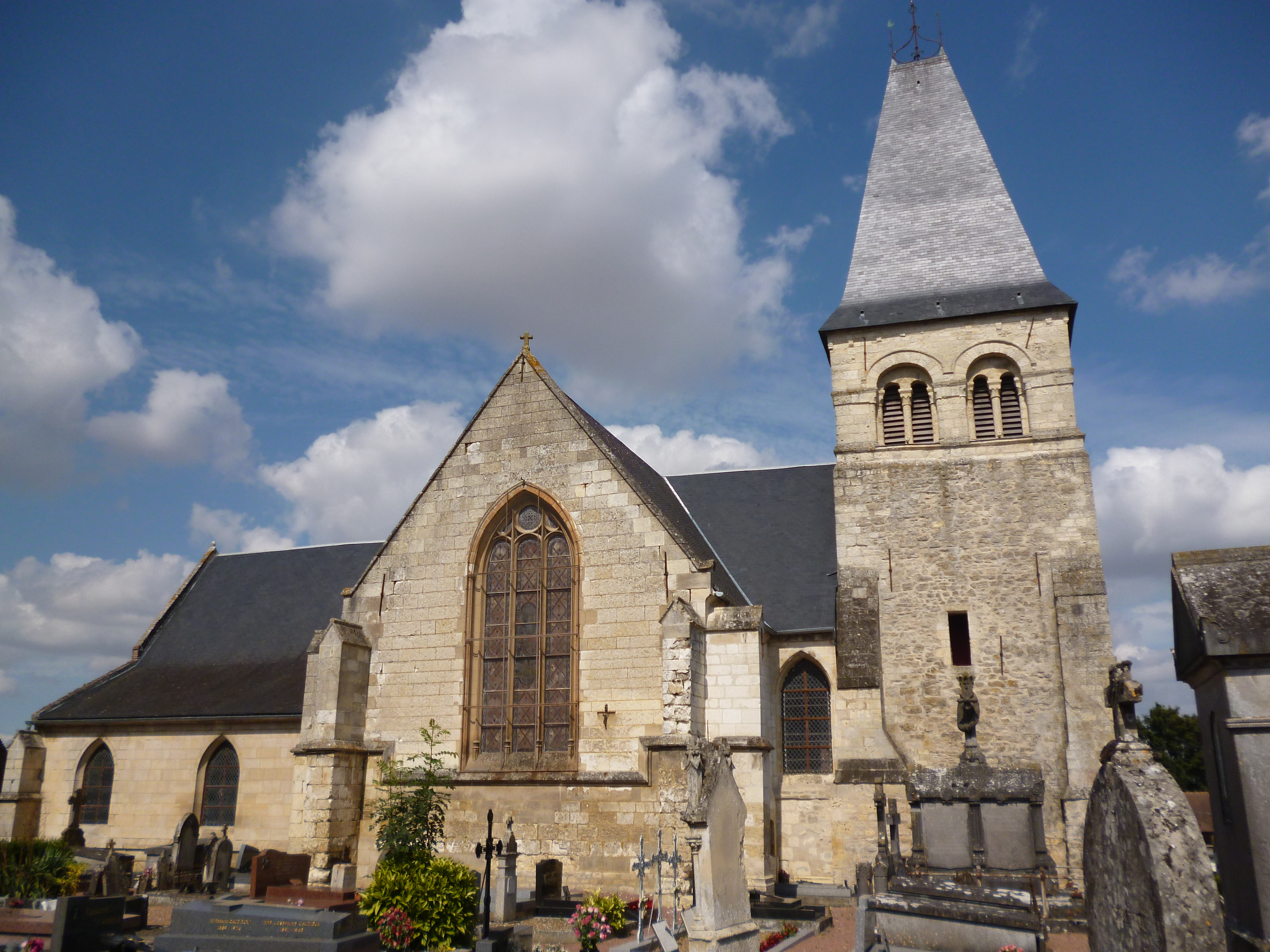
L'église et le cimetière qui l'entoure.
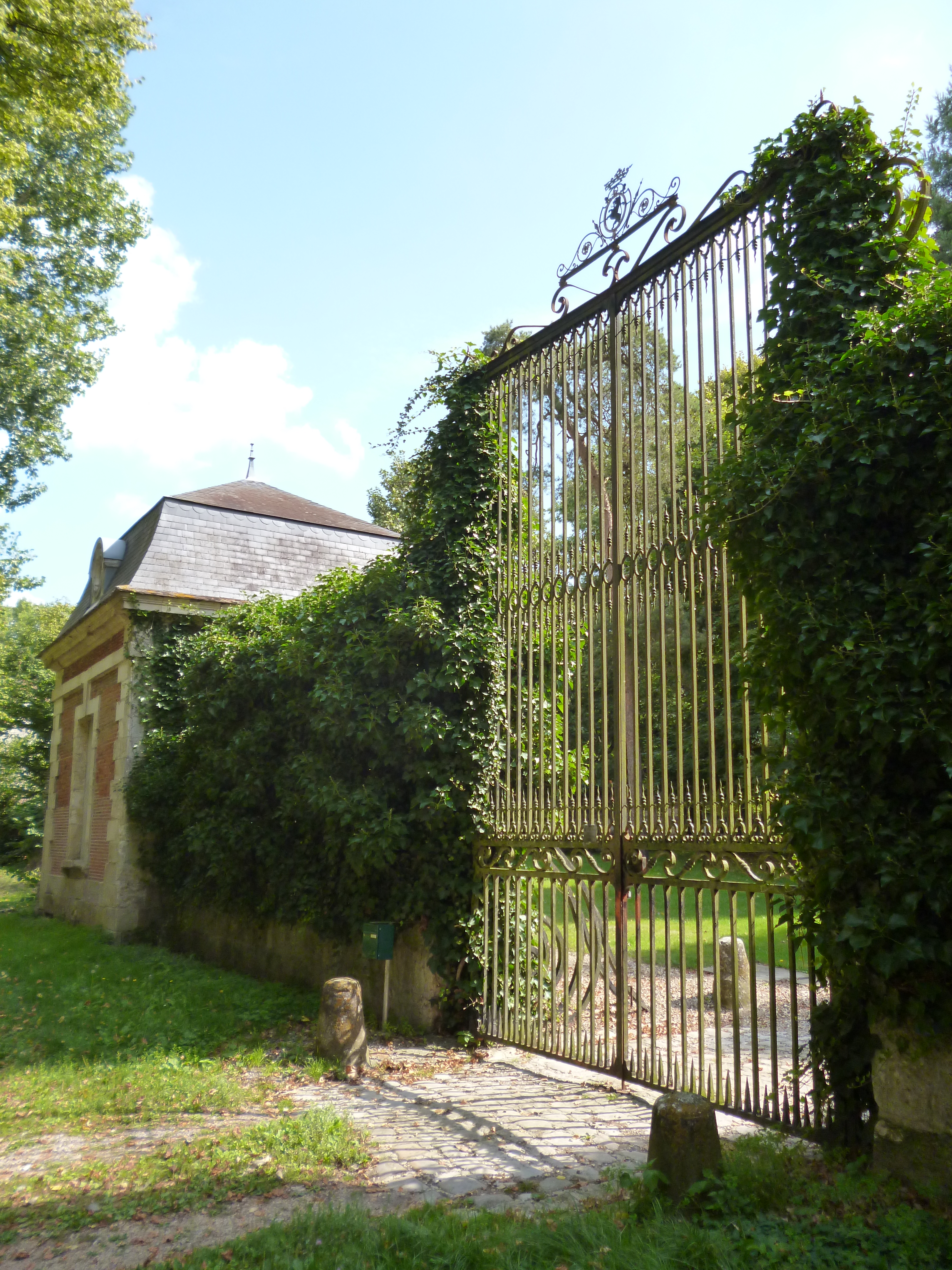
La grille du château.
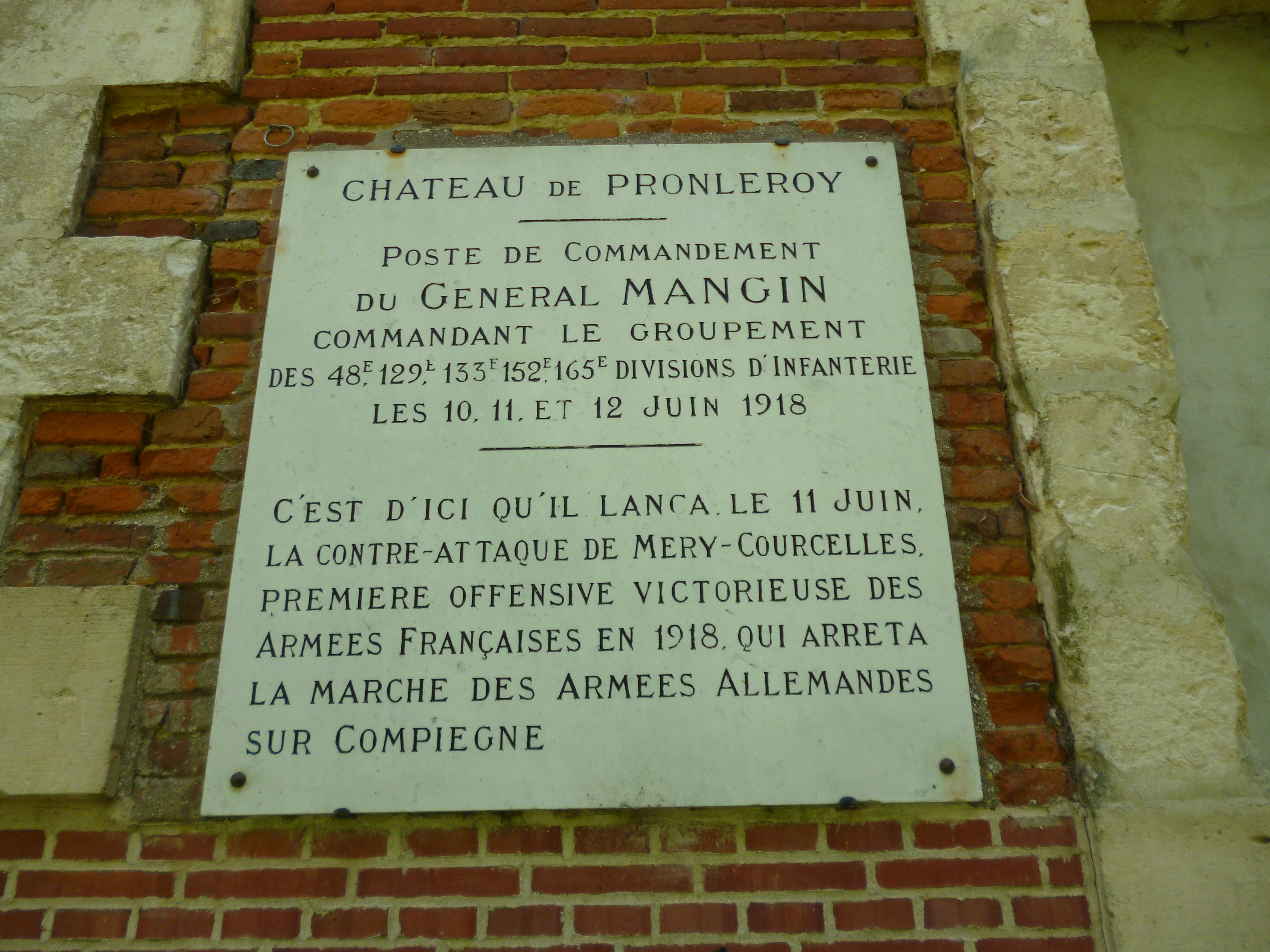
Plaque apposée au château.

On peut également noter :
- Monument aux morts[43].

### Personnalités liées à la commune
Laurent Boutonnat, compositeur, réalisateur et mentor de Mylène Farmer habite à Pronleroy depuis les années 2000. Il vit avec sa compagne et ses chiens dans une magnifique demeure que certains fans de la chanteuse imaginent être le château de la ville d'après certaines images parues dans un magazine russe.[réf. nécessaire]